# Madhyāntavibhāga
| Tibetische Bezeichnung                       |
| -------------------------------------------- |
| Tibetische Schrift: དབུས་མཐའ་རྣམ་འབྱེད་          |
| Wylie-Transliteration: dbus mtha' rnam 'byed |

Madhyāntavibhāga (tib. dbus mtha' rnam 'byed; „Unterscheidung der Mitte von den Extremen“) ist eines der sogenannten Fünf Bücher des Maitreya. Zusammen mit seinen Kommentaren ist es eines der Hauptwerke der buddhistischen Yogācāra-Philosophie, d. h. der Vijñānavāda-Schule (Yogacara-Schule) des Nördlichen Buddhismus. Es wird in der tibetischen Tradition Asanga (siehe auch Maitreya) zugeschrieben, in anderen Traditionen Maitreyanātha.
Frühe Kommentare stammen von Vasubandhu (dem Jüngeren; 400–480) und Ācārya Sthiramati.
Es ist einer der sogenannten Dreizehn Großen Texte, die einen Bestandteil der meisten Shedra-Curricula bilden und zu denen Khenpo Shenga Kommentare geschrieben hat.
Der Text wurde von Schtscherbatskoi aus dem Sanskrit und vom Dharmachakra Translation Committee zusammen mit zwei Kommentaren von Ju Mipham und Khenpo Shenga aus dem Tibetischen ins Englische übersetzt.

## Inhalt
Das Werk lehnt den allgemeinen Relativismus des Vijnapti-Matrata-Sidhhi von Ācārya Vasubandhu und den Pluralismus der Hinayana-Anhänger ab und begründet sein eigenes System eines geistigen Monismus. Die Vijñānavāda-Schule des Buddhismus repräsentiert die späteste und letzte Form dieser Religion, diejenige Form, in welcher sie, nachdem sie die indische Philosophie verwandelt hatte, den indischen Boden ihrer Entstehung verlässt und sich über fast den gesamten asiatischen Kontinent bis Japan im Osten und Kleinasien im Westen ausbreitet, wo sie mit dem Gnostizismus verschmilzt.

## Übersicht
Der Text hat fünf Kapitel:
1. Charakteristika (tib. མཚན་ཉིད་, mtshan nyid)
2. Schleier (tib. སྒྲིབ་པ་, sgrib pa)
3. Realität (tib. དེ་ཁོ་ན་, de kho na)
4. Gegenmittel kultivieren (tib. གཉེན་པོ་བསྒོམ་པ་, gnyen po bsgom pa)
5. Außergewöhnliches, großes Fahrzeug (tib. ཐེག་པ་བླ་ན་མེད་པ་, theg pa bla na med pa)

### Übersetzungen
- Madhyānta-Vibhanga : discourse on discrimination between middle and extremes / ascribed to Boghisattva Maitreya and commented by Vasubandhu and Sthiramati. Transl. from the Sanscrit by Th. Stcherbatsky; Moscow : Acad. of Sciences of USSR Press, 1936 # auch Soviet Indology Series, no. 5; Indian Studies. 1971
- Middle Beyond Extremes: Maitreya's Madhyantavibhanga with Commentaries by Khenpo Shenga and Ju Mipham, Dharmachakra Translation Committee, Snow Lion, 2007

## Kommentare
- Vasubandhu, Madhyāntavibhāga-bhāṣya
- Sthiramati, Madhyāntavibhāga-ṭikā
- Khenpo Shenga
- Ju Mipham

## Zitat
„Copying texts, making offerings, charity,

Study, reading, memorizing,

Explaining, reciting aloud,

Contemplating and meditating –

These ten activities

Bring merit beyond measure.“